# Spikes (kleding)

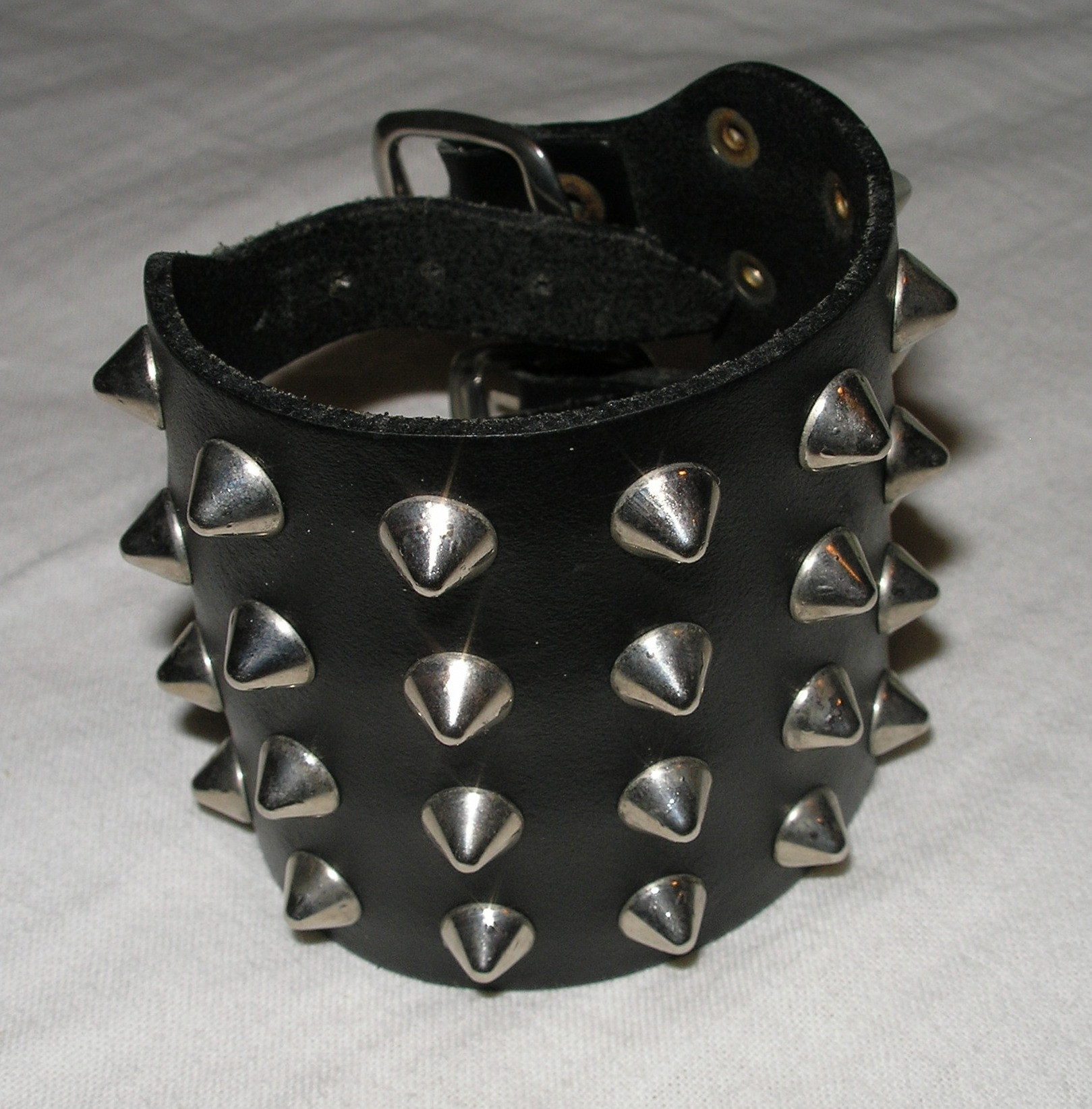
Armband met spikes

Spikes zijn "pinnen" die men rond de polsen, armen, benen, schouders enzovoort draagt. De bedoeling is assertief, stoer, opvallend of afschrikwekkend over te komen. Spikes worden veel gebruikt door metalbands en hun aanhangers, vooral (maar niet alleen) in de richtingen black metal en deathmetal.
Studs zijn een variant op spikes. Studs zijn, net als spikes, lederen bandjes met pinnen erop. Er is echter wel een verschil: waar spikes "pinnen" hebben, hebben studs eerder "doppen". In de praktijk wordt met spikes en studs echter meestal hetzelfde bedoeld. Ze hebben ongeveer eenzelfde bedoeling. Zowel studs als spikes worden vooral in de subculturen punk, metal en gothic gedragen.